# Darby Slick
 (février 2021).
Si vous disposez d'ouvrages ou d'articles de référence ou si vous connaissez des sites web de qualité traitant du thème abordé ici, merci de compléter l'article en donnant les références utiles à sa vérifiabilité et en les liant à la section « Notes et références ».
Pour les articles homonymes, voir Slick.
Darby Slick était le guitariste de The Great Society.

## Biographie
Il crée à San Francisco le 15 octobre 1965 The Great Society ; il est le frère de Jerry Slick et le beau-frère de Grace Slick.
En 1966, il écrit pour The Great Society Somebody to Love, peu avant que Grace Slick quitte le groupe pour Jefferson Airplane, qui rendra la chanson célèbre.

## Discographie
| Album                            | Label       | Année sortie | Année enregistrée | Détails |
| Conspicuous Only in Its Absence1 | Columbia    | 1968         | 1966              | Concert |
| How It Was                       | Columbia    | 1968         | 1966              |         |
| Collector's Item                 | Columbia    | 1971         | 1966              |         |
| Live at the Matrix               | Edsel/Demon | 1989         | 1966              |         |
| Born to Be Burned                | Sundazed    | 1995         | 1965              |         |